# Alèxies
Alèxies (grec antic: Ἀλεξίας, llatí: Alexias) fou un antic metge grec pupil de Tràsies de Mantinea, que va viure probablement cap a la meitat del segle iv aC. Teofrast l'esmenta com una mica anterior a la seva època i parla molt bé de les seves habilitats.